# Phare de Hvalnes
Le phare de Hvalnes (en islandais : Hvalnesviti) est un phare situé au nord-est de Höfn dans la région d'Austurland.